# ترما، شهرستان راپلا
ترما، شهرستان راپلا (به لاتین: Tõrma, Rapla County) یک روستا در استونی است که در دهستان رپلا واقع شده‌است.